# Fabryka Samochodów Osobowych

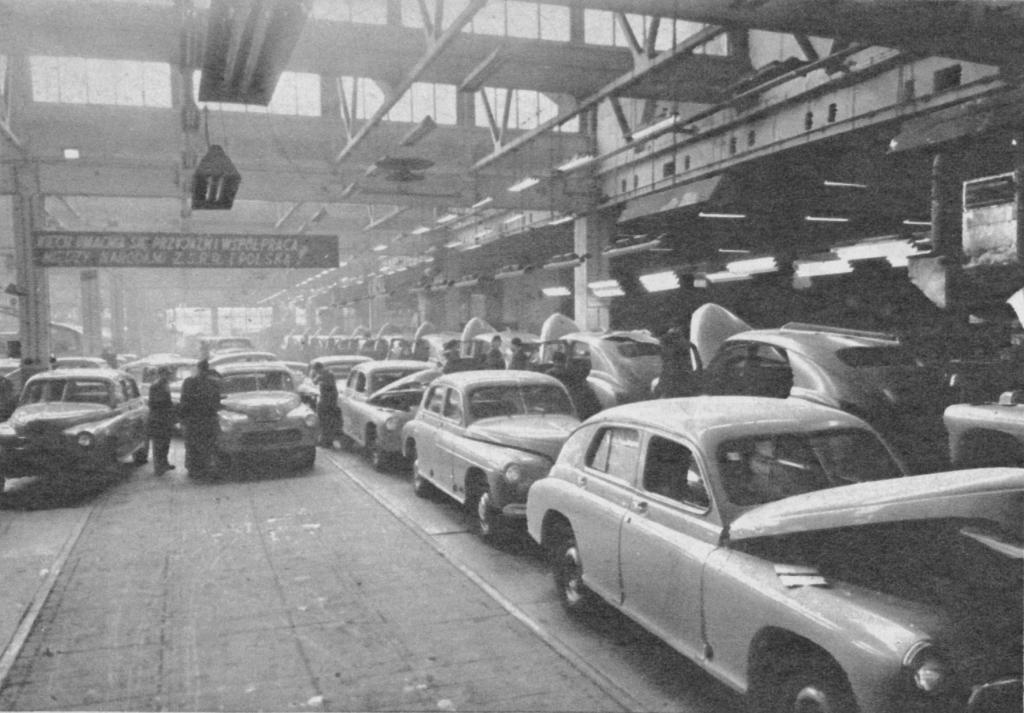
Productie van de FSO Warszawa

Fabryka Samochodów Osobowych (Fabriek voor personenauto's), afgekort FSO, is een voormalige Poolse autofabrikant en nu een investeringsmaatschappij gevestigd in Warschau.

## Geschiedenis
Na de Tweede Wereldoorlog was de Poolse automobielindustrie een ruïne. De heropbouw van die industrie was noodzakelijk en de Poolse regering besloot een autofabriek te bouwen in Warschau in het stadsdeel Żerań. De bouw van de fabriek begon in 1948. Er werd een overeenkomst afgesloten met de Italiaanse autoconstructeur Fiat om in de nieuwe fabriek Fiats te bouwen onder licentie. Het begin van de Koude Oorlog verhinderde echter die plannen.
De Sovjet-Unie kon FSO daarop overtuigen een licentie te kopen voor de Russische GAZ M20 Pobeda. De wortels van dat model gingen nog terug tot de Ford model A die tijdens de jaren dertig in Rusland gebouwd werd. In 1950 werd een licentieovereenkomst getekend en op 9 november 1951 begon de productie van de FSO Warszawa. Naast de productie van deze vijfpersoons middenklasser begon men bij FSO ook met de ontwikkeling van een kleinere auto, en in 1957 ging deze als Syrena in productie. FSO bouwde deze Syrena tot 1972, daarna werd de productie naar FSM in Bielsko-Biała verplaatst.

### Het tijdperk van de Polski Fiat en Polonez

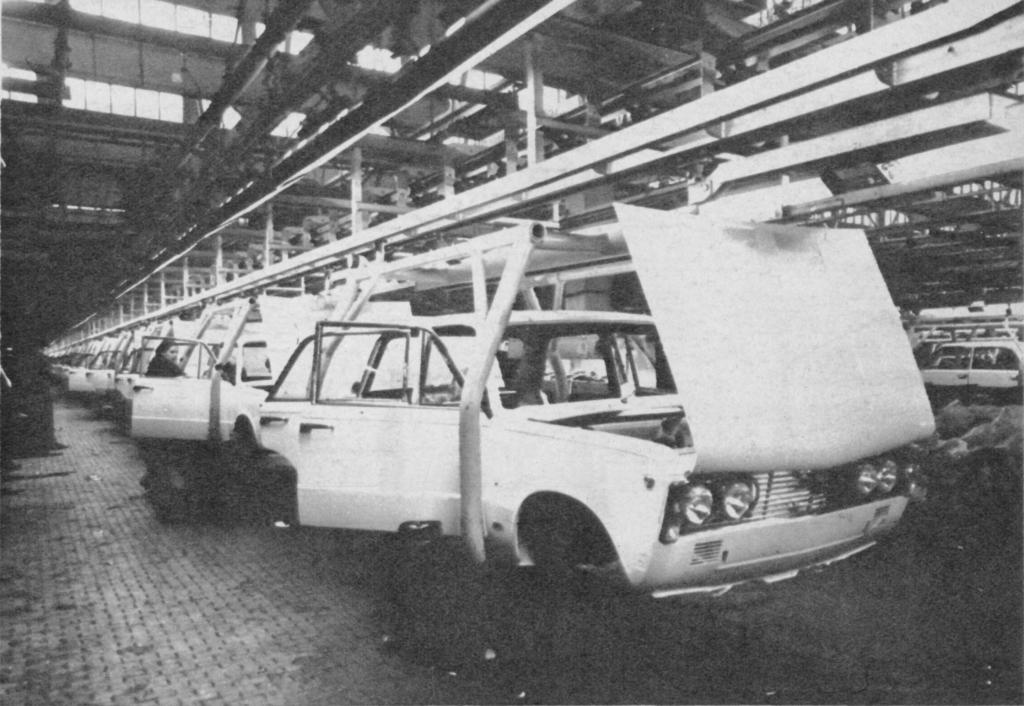
Productie van de Polski Fiat 125p

Op 22 december 1965 werd toch nog een nieuwe overeenkomst met Fiat aangegaan om de Fiat 125 in licentie te bouwen als opvolger van de Warszawa. FSO noemde de nieuwe auto Polski Fiat 125p en deze werd tot 1991 gebouwd. In 1978 kwam de nieuw ontwikkelde FSO Polonez op de markt. Deze auto was technisch nog steeds gebaseerd op de Fiat 125 maar had een voor die tijd moderne hatchback-carrosserie.
De Warschauer fabrieken werden medio jaren zeventig uitgebreid met nieuwbouw (FSO II ten westen van Nowy Dwór Mazowiecki). Het aantal medewerkers was tot 17.000 gestegen. Naast de acht deelfabrieken in Grodziec, Elbląg, Siedlce, Płock, Pomiechówek, Stegna, Muszyna en Augustow kwamen toeleveringen van schokdemperfabriek Krosno en de elektrofirma Sosnowiec. Medio jaren tachtig beschikte de fabriek over 13.560 medewerkers in de Warschauer stamfabriek. Daarbij kwamen veertien bedrijfsonderdelen met in totaal 11.200 medewerkers. Sinds 1986 hoorde ook de autofabriek ZSD Nysa, een producent van kleine bedrijfswagens, bij FSO. Naast de 125p en de Polonez werden bij FSO ook motoren, versnellingsbakken en assen voor andere Poolse motorvoertuigen gemaakt.
De 125p en Polonez werden ook buiten Polen geassembleerd: in Joegoslavië (Zastava) en Egypte (Nasr). In relatief kleine aantallen produceerde FSO Fiat-modellen uit originele onderdelen. Dit betrof de Polski Fiat-modellen 128p 3, 130p, 131p en 132p. De jaarproductie van deze Italiaanse modellen lag in ieder geval beneden de duizend exemplaren. In iets grotere omvang werden de Zastava 1100 P en 1100 P Mediteran gemonteerd als compensatie voor de in Joegoslavië gebouwde 125 pz en de 126p-leveringen. Met de toenemende economische moeilijkheden in Polen eind jaren tachtig van de twintigste eeuw, liep de assemblage terug tot een minimum.
De Polonez werd naar vele landen geëxporteerd en zou oorspronkelijk alle varianten van het 125p-model vervangen. De productie daarvan ging echter door tot 1991 en gedurende die periode werden beide modellen meerdere keren herzien. Na de val van het communisme in 1989 wilde de Poolse regering FSO privatiseren en zocht onder de internationale autofabrikanten naar een geschikte partner. Ondanks vele pogingen en onderhandelingen werd jarenlang niemand gevonden.

### Het Daewoo-tijdperk
De eerste constructieve samenwerking begon in 1994 met de ondertekening van een contract met General Motors (GM) voor de montage van de Opel Astra in Żerań. Desondanks werd FSO het jaar daarop praktisch verkocht aan de Zuid-Koreaanse autofabrikant Daewoo, die op dat moment nog onafhankelijk was en concurreerde met GM. Daewoo kocht zich voor USD 20.000.000 (EUR 16.600.000) in en beloofde een investering van USD 1.121.000.000 (EUR 943.100.000) in zes jaar. De joint venture Daewoo Motor Polska die hieruit voortvloeide bleef de Polonez bouwen met daarnaast de Daewoo Tico, Daewoo Nexia, Daewoo Espero en ook de Citroën C15 bestelwagen.

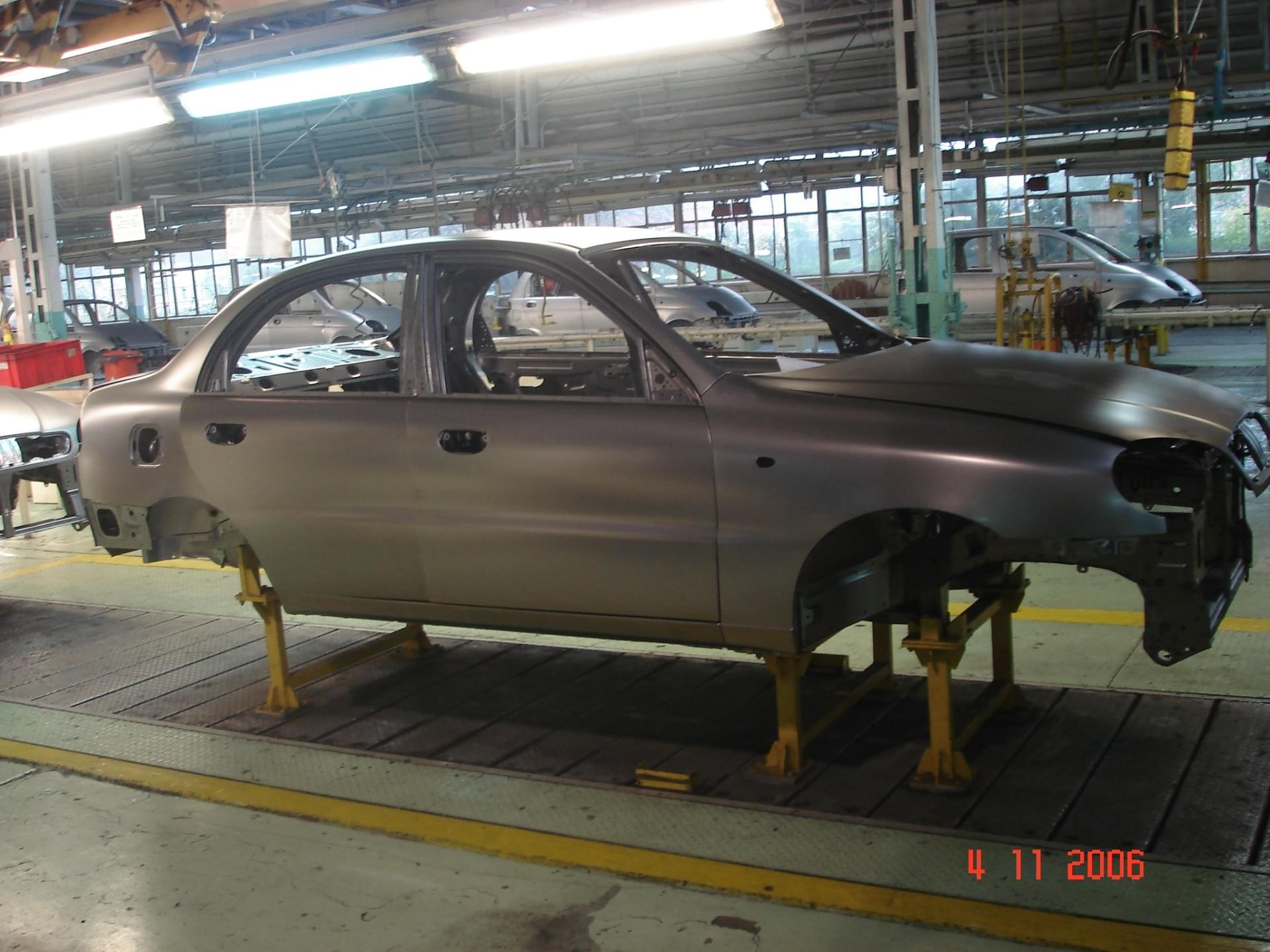
De productielijn van de FSO Lanos en FSO Matiz in 2006

In 1997 begon de montage en uiteindelijk de volledige productie van de Daewoo Lanos. De Daewoo Matiz volgde in 1999 en ook andere Daewoo-modellen uit deze periode werden in Polen geassembleerd voor de Europese markt. De Polonez bleef in productie en verkocht onder de merknaam Daewoo-FSO, de auto werd gemoderniseerd en er werden nieuwe modellen geïntroduceerd. De Polonez-productie werd in 2002 echter volledig stopgezet vanwege een afgenomen vraag.
In 2000 vroeg Daewoo faillissement aan, wat leidde tot een acute verslechtering van de situatie in Warschau-Żerań. Daewoo zelf werd overgenomen door General Motors maar de overzeese activiteiten maakten daarvan geen deel uit. Na langdurige onderhandelingen bereikte de Poolse regering dat FSO de Daewoo-modellen Lanos en Matiz tot 2007 onder haar eigen merknaam FSO kon blijven produceren en verkopen. FSO beschikte echter niet over de middelen voor verdere noodzakelijke modelaanpassingen waardoor de verkoopcijfers, vooral op de Poolse binnenlandse markt, sterk daalden. FSO was echter met beide modellen succesvol op de Oekraïense markt, waar ze erg populair waren en werden geassembleerd door AvtoZAZ.

### Laatste jaren als autofabrikant
In 2004 keerde FSO officieel terug naar de oorspronkelijke bedrijfsnaam. De Poolse regering ging opnieuw op zoek naar een strategische partner voor FSO, maar geen enkele grote automaker toonde interesse in het bedrijf en de productiefaciliteiten. Ten slotte startte FSO onderhandelingen met de Britse MG Rover Group waarbij de Britse fabrikant ondertussen steeds meer problemen kreeg en op zoek ging naar samenwerkingspartners in China. De MG Rover Group vroeg in 2005 het faillissement aan en in hetzelfde jaar ging FSO een samenwerking aan met de Oekraïense autofabrikant UkrAVTO, waardoor de Oekraïners meerderheidsaandeelhouders van FSO werden.

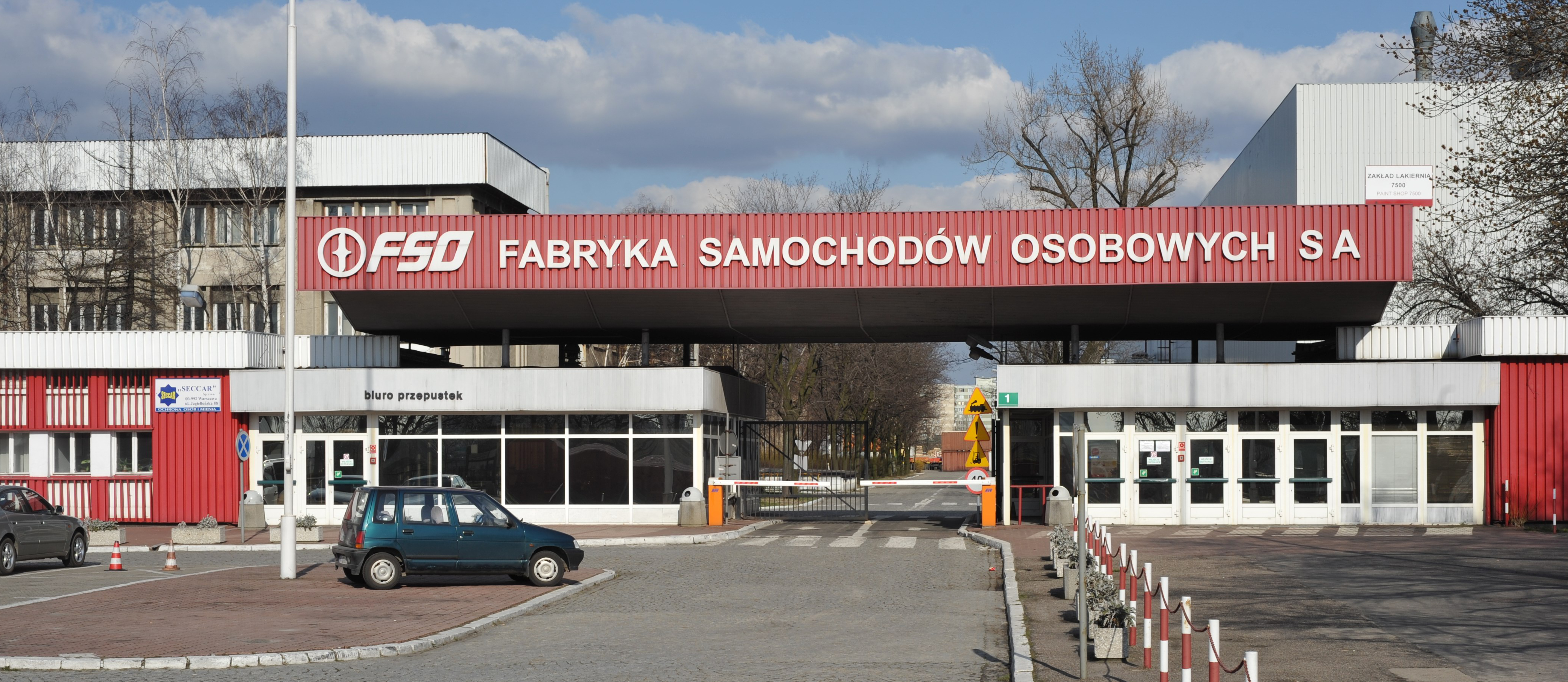
Fabrieksingang van FSO in Warschau (2008)

In september 2007 kondigde GM aan dat het voor 255 miljoen dollar 40 procent van FSO zou overnemen en onderbrengen in een joint venture met de naam GM FSO. Samen met UkrAVTO werd vanaf november 2007 de Chevrolet Aveo in Warschau geproduceerd. In februari 2011 waren meer dan 100.000 Aveo's van de assemblagelijn bij FSO gerold en in dezelfde maand verliep de licentie en werd niet verlengd. Bij gebrek aan opdrachten werd het fabriekspersoneel in 2011 ontslagen en een groot deel van de machines, installaties en gereedschappen geveild.

### Huidige situatie
Na het beëindigen van de activiteiten als autofabrikant werd FSO een investeringsmaatschappij. Dit omvat verschillende joint ventures met toeleveranciers in de automobielindustrie en onderdelenfabrikanten, evenals investeringen in dienstverlenende bedrijven in de autosector. Het merendeel van de eigendommen van het bedrijf wordt verhuurd aan andere autofabrikanten.

## FSO in Nederland
De Polski Fiat 125p werd vanaf 1970 ook in Nederland geïmporteerd door de Nederlandse Fiat-importeur Leonard Lang in Amsterdam. Rond 1975 was de Polski Fiat 125p technisch al zo afwijkend van het al enige tijd uit productie zijde origineel (men had bijna vierduizend veranderingen aangebracht) dat de wagen niet meer goed in het Fiat-programma paste. In Nederland leidde dit ertoe, dat Fiat-importeur Leonard Lang de wagen overdeed aan Englebert in Voorschoten, toentertijd ook Škoda-importeur.
In 1981 kwam de import in handen van De Binckhorst Auto & Motor Import in Voorschoten, nadat Englebert in financiële moeilijkheden was gekomen. Langdurige structurele problemen bij de productie in Polen en weinig perspectief op verbetering van de aanvoer leidde eind 1986 tot beëindiging van de relatie tussen De Binckhorst en de Poolse autofabriek.
In 1987 nam Abimex in Ridderkerk het over en haalde de inmiddels gemoderniseerde Polonez onder de naam FSO Prima naar Nederland. Daarnaast leverde men ook de oude 125p onder de naam FSO Classic. Abimex liet bij TNO een injectiesysteem voor de FSO Prima 1.5 ontwikkelen, waardoor de auto met een katalysator kon worden uitgerust. De eerste FSO met dit systeem werd in 1989]m op de AutoRAI gepresenteerd.
Topjaar qua verkopen was 1988 met 1087 exemplaren, in 1989 waren het er 850, in 1990 wist Abimex van de jaarproductie van 81.000 stuks in Nederland nog 530 auto's te verkopen. Na 1990 liepen de verkopen snel terug, de laatste FSO's werden in 1997 in Nederland geïmporteerd. Daarmee was Nederland het laatste exportland voor personenwagens van FSO.

## Modellen
- 1951: Warszawa M-20
- 1957: Syrena 100
- 1957: Warszawa 201
- 1959: Syrena Mikrobus (prototype)
- 1960: Syrena Sport (prototype)
- 1964: FSO Warszawa 223
- 1966: Syrena 110 (prototype)

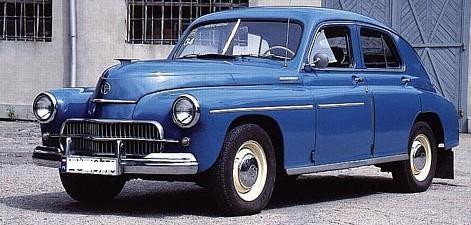
FSO Warszawa M-20

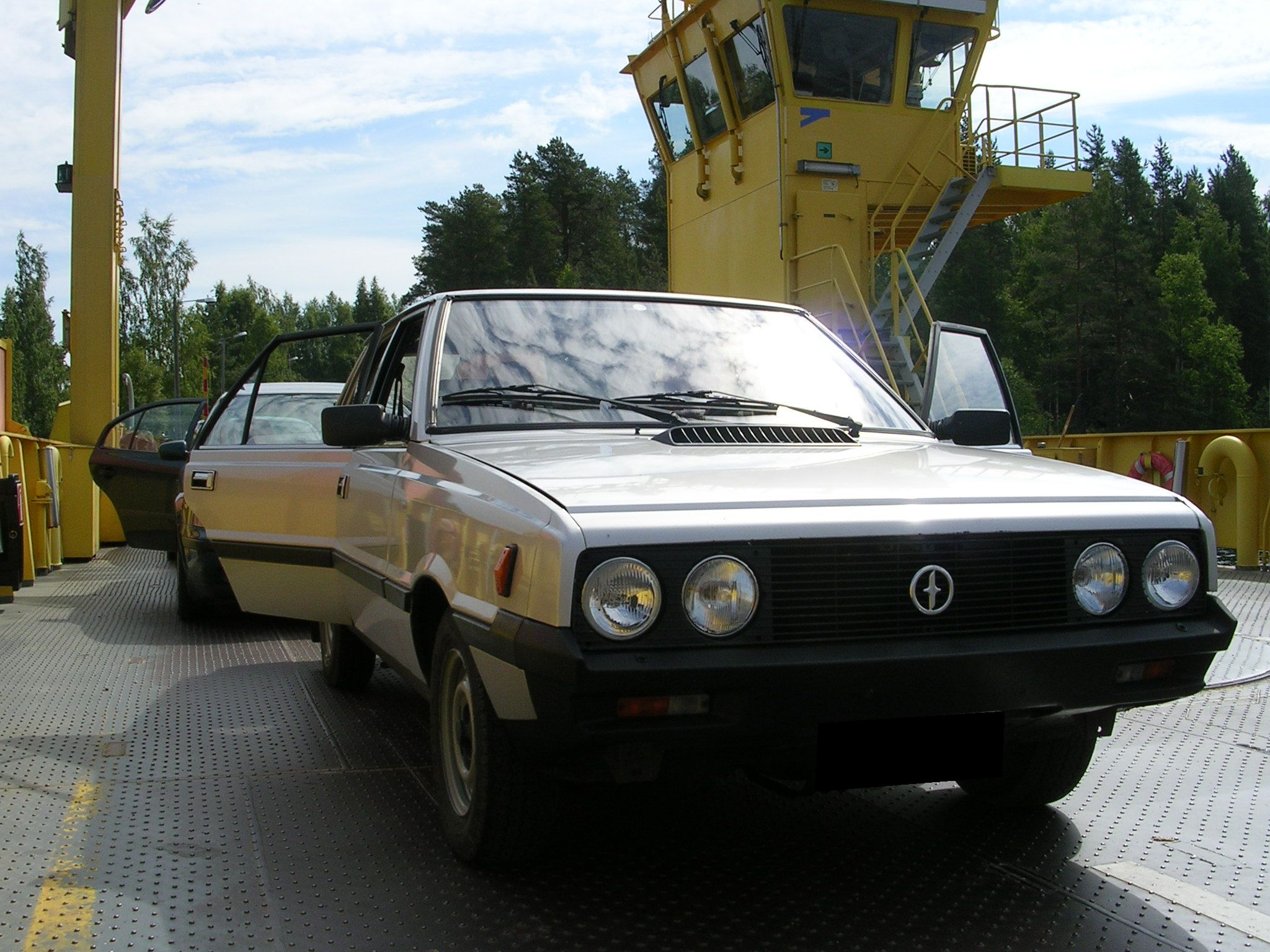
FSO Polonez MR'87

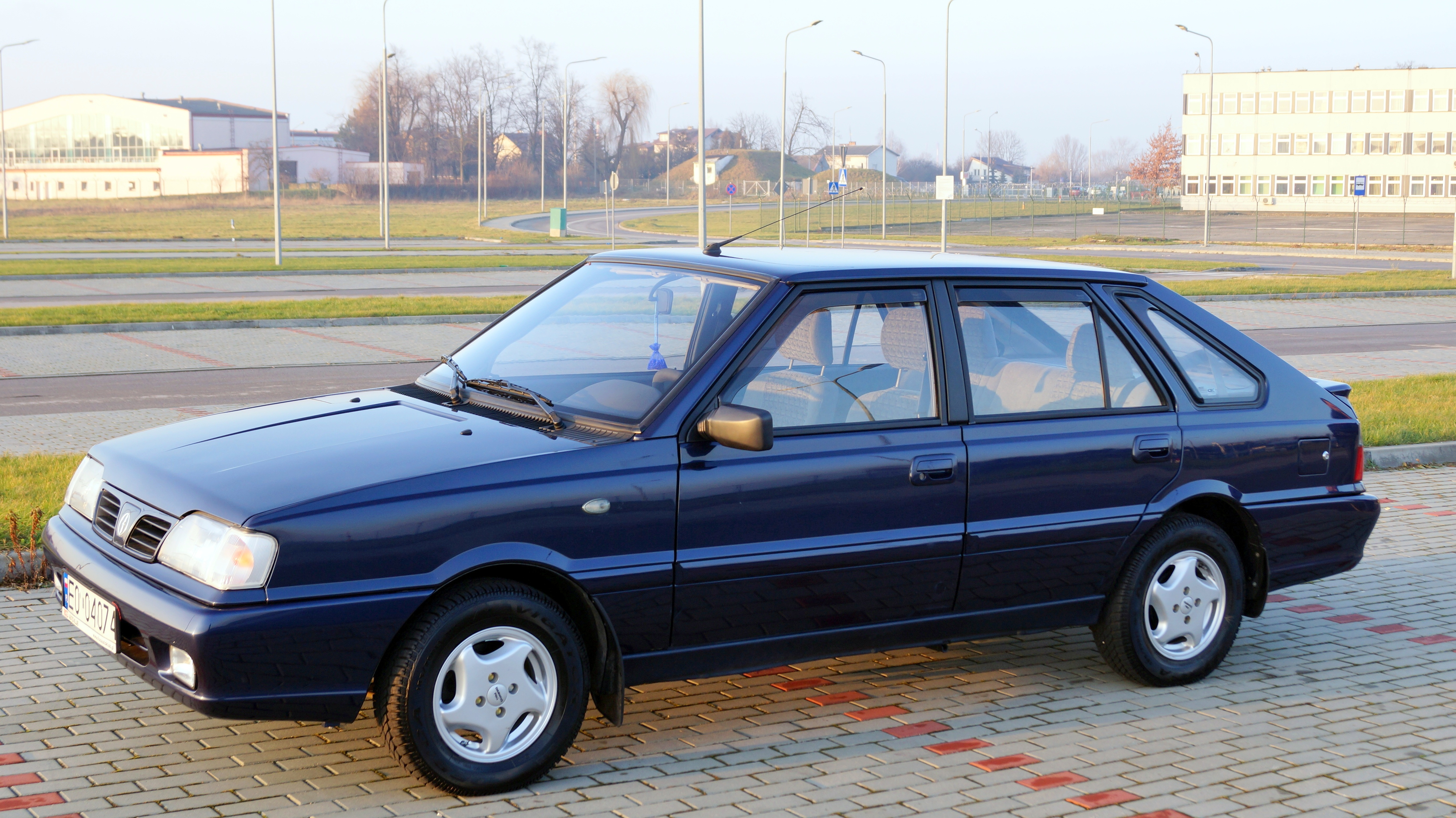
De laatste zelf ontwikkelde auto, de FSO Polonez Caro Plus (2001)

- 1968: Polski Fiat 125p (later FSO 125p en FSO Classic)
- 1971: Polski Fiat 125p Coupé (prototype)
- 1971: Polski Fiat 125p Kombi (later FSO 125p Kombi en FSO Classic Estate)
- 1974: Polski Fiat 125p Pick-up
- 1974: Polski Fiat 125p Cabrio (prototype)
- 1978: FSO Polonez MR'78
- 1981: FSO Polonez Coupé
- 1983: FSO Polonez MR'83
- 1985: FSO Polonez MR'85
- 1986: FSO Polonez MR'86
- 1987: FSO Polonez MR'87 (ook: Prima)
- 1988: FSO Polonez Truck
- 1989: FSO Polonez MR'89 (ook: Prima II)
- 1991: FSO Polonez Caro (ook: Prima III)
- 1992: FSO Polonez Truck (II)
- 1993: FSO Polonez Caro MR'93
- 1993: FSO Polonez Cargo (van)
- 1994: FSO Polonez Analog 4x4 (prototype)
- 1996: FSO Polonez Atu (ook: Celina)
- 1997: FSO Polonez Atu Plus/Caro Plus/Cargo Plus/Truck Plus
- 1999: FSO Polonez Kombi (Plus version)
- 2004: FSO Matiz
- 2004: FSO Lanos

## Tijdlijn
| FSO-modellen van 1950 tot 2011              | FSO-modellen van 1950 tot 2011 | FSO-modellen van 1950 tot 2011 | FSO-modellen van 1950 tot 2011 | FSO-modellen van 1950 tot 2011 | FSO-modellen van 1950 tot 2011 | FSO-modellen van 1950 tot 2011 | FSO-modellen van 1950 tot 2011 | FSO-modellen van 1950 tot 2011 | FSO-modellen van 1950 tot 2011 | FSO-modellen van 1950 tot 2011 | FSO-modellen van 1950 tot 2011 | FSO-modellen van 1950 tot 2011 | FSO-modellen van 1950 tot 2011 | FSO-modellen van 1950 tot 2011 | FSO-modellen van 1950 tot 2011 | FSO-modellen van 1950 tot 2011 | FSO-modellen van 1950 tot 2011 | FSO-modellen van 1950 tot 2011 | FSO-modellen van 1950 tot 2011 | FSO-modellen van 1950 tot 2011 | FSO-modellen van 1950 tot 2011 | FSO-modellen van 1950 tot 2011 | FSO-modellen van 1950 tot 2011 | FSO-modellen van 1950 tot 2011 | FSO-modellen van 1950 tot 2011 | FSO-modellen van 1950 tot 2011 | FSO-modellen van 1950 tot 2011 | FSO-modellen van 1950 tot 2011 | FSO-modellen van 1950 tot 2011 | FSO-modellen van 1950 tot 2011 | FSO-modellen van 1950 tot 2011 | FSO-modellen van 1950 tot 2011 | FSO-modellen van 1950 tot 2011 | FSO-modellen van 1950 tot 2011 | FSO-modellen van 1950 tot 2011 | FSO-modellen van 1950 tot 2011 | FSO-modellen van 1950 tot 2011 | FSO-modellen van 1950 tot 2011 | FSO-modellen van 1950 tot 2011 | FSO-modellen van 1950 tot 2011 | FSO-modellen van 1950 tot 2011 | FSO-modellen van 1950 tot 2011 | FSO-modellen van 1950 tot 2011 | FSO-modellen van 1950 tot 2011 | FSO-modellen van 1950 tot 2011 | FSO-modellen van 1950 tot 2011 | FSO-modellen van 1950 tot 2011 | FSO-modellen van 1950 tot 2011 | FSO-modellen van 1950 tot 2011 | FSO-modellen van 1950 tot 2011 | FSO-modellen van 1950 tot 2011 | FSO-modellen van 1950 tot 2011 | FSO-modellen van 1950 tot 2011 | FSO-modellen van 1950 tot 2011 | FSO-modellen van 1950 tot 2011 | FSO-modellen van 1950 tot 2011 | FSO-modellen van 1950 tot 2011 | FSO-modellen van 1950 tot 2011 | FSO-modellen van 1950 tot 2011 | FSO-modellen van 1950 tot 2011 | FSO-modellen van 1950 tot 2011 | FSO-modellen van 1950 tot 2011 | FSO-modellen van 1950 tot 2011 |
| ------------------------------------------- | ------------------------------ | ------------------------------ | ------------------------------ | ------------------------------ | ------------------------------ | ------------------------------ | ------------------------------ | ------------------------------ | ------------------------------ | ------------------------------ | ------------------------------ | ------------------------------ | ------------------------------ | ------------------------------ | ------------------------------ | ------------------------------ | ------------------------------ | ------------------------------ | ------------------------------ | ------------------------------ | ------------------------------ | ------------------------------ | ------------------------------ | ------------------------------ | ------------------------------ | ------------------------------ | ------------------------------ | ------------------------------ | ------------------------------ | ------------------------------ | ------------------------------ | ------------------------------ | ------------------------------ | ------------------------------ | ------------------------------ | ------------------------------ | ------------------------------ | ------------------------------ | ------------------------------ | ------------------------------ | ------------------------------ | ------------------------------ | ------------------------------ | ------------------------------ | ------------------------------ | ------------------------------ | ------------------------------ | ------------------------------ | ------------------------------ | ------------------------------ | ------------------------------ | ------------------------------ | ------------------------------ | ------------------------------ | ------------------------------ | ------------------------------ | ------------------------------ | ------------------------------ | ------------------------------ | ------------------------------ | ------------------------------ | ------------------------------ | ------------------------------ |
| Type                                        | 1950                           | 1950                           | 1950                           | 1950                           | 1950                           | 1950                           | 1950                           | 1950                           | 1950                           | 1950                           | 1960                           | 1960                           | 1960                           | 1960                           | 1960                           | 1960                           | 1960                           | 1960                           | 1960                           | 1960                           | 1970                           | 1970                           | 1970                           | 1970                           | 1970                           | 1970                           | 1970                           | 1970                           | 1970                           | 1970                           | 1980                           | 1980                           | 1980                           | 1980                           | 1980                           | 1980                           | 1980                           | 1980                           | 1980                           | 1980                           | 1990                           | 1990                           | 1990                           | 1990                           | 1990                           | 1990                           | 1990                           | 1990                           | 1990                           | 1990                           | 2000                           | 2000                           | 2000                           | 2000                           | 2000                           | 2000                           | 2000                           | 2000                           | 2000                           | 2000                           | 2010                           | 2010                           |                                |
| Type                                        | 0                              | 1                              | 2                              | 3                              | 4                              | 5                              | 6                              | 7                              | 8                              | 9                              | 0                              | 1                              | 2                              | 3                              | 4                              | 5                              | 6                              | 7                              | 8                              | 9                              | 0                              | 1                              | 2                              | 3                              | 4                              | 5                              | 6                              | 7                              | 8                              | 9                              | 0                              | 1                              | 2                              | 3                              | 4                              | 5                              | 6                              | 7                              | 8                              | 9                              | 0                              | 1                              | 2                              | 3                              | 4                              | 5                              | 6                              | 7                              | 8                              | 9                              | 0                              | 1                              | 2                              | 3                              | 4                              | 5                              | 6                              | 7                              | 8                              | 9                              | 0                              | 1                              |                                |
| Miniklasse                                  |                                |                                |                                |                                |                                |                                |                                | FSO Syrena                     | FSO Syrena                     | FSO Syrena                     | FSO Syrena                     | FSO Syrena                     | FSO Syrena                     | FSO Syrena                     | FSO Syrena                     | FSO Syrena                     | FSO Syrena                     | FSO Syrena                     | FSO Syrena                     | FSO Syrena                     | FSO Syrena                     | FSO Syrena                     | FSO Syrena                     | FSM Syrena                     | FSM Syrena                     | FSM Syrena                     | FSM Syrena                     | FSM Syrena                     | FSM Syrena                     | FSM Syrena                     | FSM Syrena                     | FSM Syrena                     | FSM Syrena                     | FSM Syrena                     |                                |                                |                                |                                |                                |                                |                                |                                |                                |                                |                                |                                |                                |                                |                                | Daewoo Matiz                   | Daewoo Matiz                   | Daewoo Matiz                   | Daewoo Matiz                   | Daewoo Matiz                   | FSO Matiz                      | FSO Matiz                      | FSO Matiz                      | FSO Matiz                      |                                |                                |                                |                                |                                |
| Compacte klasse                             |                                |                                |                                |                                |                                |                                |                                |                                |                                |                                |                                |                                |                                |                                |                                |                                |                                |                                |                                |                                |                                |                                |                                |                                |                                |                                |                                |                                |                                |                                |                                |                                |                                |                                |                                |                                |                                |                                |                                |                                |                                |                                |                                |                                |                                |                                |                                |                                |                                |                                |                                |                                |                                |                                |                                |                                |                                | Chevrolet Aveo                 | Chevrolet Aveo                 | Chevrolet Aveo                 | Chevrolet Aveo                 | Chevrolet Aveo                 |                                |
| Compacte middenklasse                       |                                |                                |                                |                                |                                |                                |                                |                                |                                |                                |                                |                                |                                |                                |                                |                                |                                |                                |                                |                                |                                |                                |                                |                                |                                |                                |                                |                                |                                |                                |                                |                                |                                |                                |                                |                                |                                |                                |                                |                                |                                |                                |                                |                                |                                |                                |                                | Daewoo Lanos                   | Daewoo Lanos                   | Daewoo Lanos                   | Daewoo Lanos                   | Daewoo Lanos                   | Daewoo Lanos                   | Daewoo Lanos                   | FSO Lanos                      | FSO Lanos                      | FSO Lanos                      | FSO Lanos                      |                                |                                |                                |                                |                                |
| Middenklasse                                |                                | FSO Warszawa M20/200/201/210   | FSO Warszawa M20/200/201/210   | FSO Warszawa M20/200/201/210   | FSO Warszawa M20/200/201/210   | FSO Warszawa M20/200/201/210   | FSO Warszawa M20/200/201/210   | FSO Warszawa M20/200/201/210   | FSO Warszawa M20/200/201/210   | FSO Warszawa M20/200/201/210   | FSO Warszawa M20/200/201/210   | FSO Warszawa M20/200/201/210   | FSO Warszawa M20/200/201/210   | FSO Warszawa M20/200/201/210   | FSO Warszawa 203/204/223/224   | FSO Warszawa 203/204/223/224   | FSO Warszawa 203/204/223/224   | FSO Warszawa 203/204/223/224   | FSO Warszawa 203/204/223/224   | FSO Warszawa 203/204/223/224   | FSO Warszawa 203/204/223/224   | FSO Warszawa 203/204/223/224   | FSO Warszawa 203/204/223/224   | FSO Warszawa 203/204/223/224   |                                |                                |                                |                                |                                |                                |                                |                                |                                |                                |                                |                                |                                |                                |                                |                                |                                |                                |                                |                                |                                |                                |                                |                                |                                |                                |                                |                                |                                |                                |                                |                                |                                |                                |                                |                                |                                |                                |                                |
| Middenklasse                                |                                |                                |                                |                                |                                |                                |                                |                                |                                |                                |                                |                                |                                |                                |                                |                                |                                | Polski Fiat 125p               | Polski Fiat 125p               | Polski Fiat 125p               | Polski Fiat 125p               | Polski Fiat 125p               | Polski Fiat 125p               | Polski Fiat 125p               | Polski Fiat 125p               | Polski Fiat 125p               | Polski Fiat 125p               | Polski Fiat 125p               | Polski Fiat 125p               | Polski Fiat 125p               | Polski Fiat 125p               | Polski Fiat 125p               | Polski Fiat 125p               | FSO 125p/Classic               | FSO 125p/Classic               | FSO 125p/Classic               | FSO 125p/Classic               | FSO 125p/Classic               | FSO 125p/Classic               | FSO 125p/Classic               | FSO 125p/Classic               | FSO 125p/Classic               |                                |                                |                                |                                |                                |                                |                                |                                |                                |                                |                                |                                |                                |                                |                                |                                |                                |                                |                                |                                |                                |
| Middenklasse                                |                                |                                |                                |                                |                                |                                |                                |                                |                                |                                |                                |                                |                                |                                |                                |                                |                                |                                |                                |                                |                                |                                |                                |                                |                                |                                |                                |                                | FSO Polonez                    | FSO Polonez                    | FSO Polonez                    | FSO Polonez                    | FSO Polonez                    | FSO Polonez                    | FSO Polonez                    | FSO Polonez                    | FSO Polonez                    | FSO Polonez                    | FSO Polonez                    | FSO Polonez                    | FSO Polonez                    | FSO Polonez Caro               | FSO Polonez Caro               | FSO Polonez Caro               | FSO Polonez Caro               | FSO Polonez Caro               | FSO Polonez Atu/Plus           | FSO Polonez Atu/Plus           | FSO Polonez Atu/Plus           | FSO Polonez Atu/Plus           | FSO Polonez Atu/Plus           | FSO Polonez Atu/Plus           | FSO Polonez Atu/Plus           |                                |                                |                                |                                |                                |                                |                                |                                |                                |                                |
| Eigenaar                                    | FSO (staatsbedrijf)            | FSO (staatsbedrijf)            | FSO (staatsbedrijf)            | FSO (staatsbedrijf)            | FSO (staatsbedrijf)            | FSO (staatsbedrijf)            | FSO (staatsbedrijf)            | FSO (staatsbedrijf)            | FSO (staatsbedrijf)            | FSO (staatsbedrijf)            | FSO (staatsbedrijf)            | FSO (staatsbedrijf)            | FSO (staatsbedrijf)            | FSO (staatsbedrijf)            | FSO (staatsbedrijf)            | FSO (staatsbedrijf)            | FSO (staatsbedrijf)            | FSO (staatsbedrijf)            | FSO (staatsbedrijf)            | FSO (staatsbedrijf)            | FSO (staatsbedrijf)            | FSO (staatsbedrijf)            | FSO (staatsbedrijf)            | FSO (staatsbedrijf)            | FSO (staatsbedrijf)            | FSO (staatsbedrijf)            | FSO (staatsbedrijf)            | FSO (staatsbedrijf)            | FSO (staatsbedrijf)            | FSO (staatsbedrijf)            | FSO (staatsbedrijf)            | FSO (staatsbedrijf)            | FSO (staatsbedrijf)            | FSO (staatsbedrijf)            | FSO (staatsbedrijf)            | FSO (staatsbedrijf)            | FSO (staatsbedrijf)            | FSO (staatsbedrijf)            | FSO (staatsbedrijf)            | FSO (staatsbedrijf)            | FSO (staatsbedrijf)            | FSO (staatsbedrijf)            | FSO (staatsbedrijf)            | FSO (staatsbedrijf)            | FSO (staatsbedrijf)            | FSO (staatsbedrijf)            | Daewoo-FSO                     | Daewoo-FSO                     | Daewoo-FSO                     | Daewoo-FSO                     | Daewoo-FSO                     | Daewoo-FSO                     | Daewoo-FSO                     | Daewoo-FSO                     | FSO                            | FSO                            | FSO                            | FSO                            | FSO                            | FSO                            | FSO                            | FSO                            |                                |
| Ontwikkeld door FSO, gebouwd door FSM       |                                |                                |                                |                                |                                |                                |                                |                                |                                |                                |                                |                                |                                |                                |                                |                                |                                |                                |                                |                                |                                |                                |                                |                                |                                |                                |                                |                                |                                |                                |                                |                                |                                |                                |                                |                                |                                |                                |                                |                                |                                |                                |                                |                                |                                |                                |                                |                                |                                |                                |                                |                                |                                |                                |                                |                                |                                |                                |                                |                                |                                |                                |                                |
| Ontwikkeld door FIAT, gebouwd door FSO      |                                |                                |                                |                                |                                |                                |                                |                                |                                |                                |                                |                                |                                |                                |                                |                                |                                |                                |                                |                                |                                |                                |                                |                                |                                |                                |                                |                                |                                |                                |                                |                                |                                |                                |                                |                                |                                |                                |                                |                                |                                |                                |                                |                                |                                |                                |                                |                                |                                |                                |                                |                                |                                |                                |                                |                                |                                |                                |                                |                                |                                |                                |                                |
| Ontwikkeld door Daewoo, gebouwd door FSO    |                                |                                |                                |                                |                                |                                |                                |                                |                                |                                |                                |                                |                                |                                |                                |                                |                                |                                |                                |                                |                                |                                |                                |                                |                                |                                |                                |                                |                                |                                |                                |                                |                                |                                |                                |                                |                                |                                |                                |                                |                                |                                |                                |                                |                                |                                |                                |                                |                                |                                |                                |                                |                                |                                |                                |                                |                                |                                |                                |                                |                                |                                |                                |
| Ontwikkeld door Chevrolet, gebouwd door FSO |                                |                                |                                |                                |                                |                                |                                |                                |                                |                                |                                |                                |                                |                                |                                |                                |                                |                                |                                |                                |                                |                                |                                |                                |                                |                                |                                |                                |                                |                                |                                |                                |                                |                                |                                |                                |                                |                                |                                |                                |                                |                                |                                |                                |                                |                                |                                |                                |                                |                                |                                |                                |                                |                                |                                |                                |                                |                                |                                |                                |                                |                                |                                |